# Каменнобродская
Каменнобро́дская — станица в Изобильненском районе (муниципальном округе) Ставропольского края России.

## Этимология
По версии ставропольского краеведа В. Г. Гниловского наименование станицы «происходит от переезда через русло р. Б. Егорлык, устланное галечником (каменный брод)»:313.
В источниках встречаются варианты названия Каменный брод:561, Каменно-Бродская, Каменобродская, Каменнобродское:561.

## География
Станица расположена на реке Егорлык при впадении в неё притока Татарка.
Расстояние до краевого центра: 39 км.
Расстояние до районного центра: 26 км (47 км по дороге).

## История
Населённый пункт образован в 1794 году как однодворческая слобода Каменный брод (по другим сведениям — в 1797 году):69. Основатели — «42 семьи из различных сёл и деревень Старооскольского уезда Курской губернии»:69. Согласно «Казачьему словарю-справочнику» (1966) среди поселенцев были беломестные казаки.
В 1832 году, по указу императора Николая I, селение Каменнобродское было преобразовано в станицу (жители причислены к казацкому сословию):76.
В 1830 году в центре станицы Каменнобродской была построена каменная церковь в честь святого Николая (утрачена в советское время). Также имелись два церковно-приходских училища и две школы.
По состоянию на 1870 год станица Каменнобродская числилась в составе 3-й бригады (с полковым правлением в станице Николаевской) Кубанской области:23. С 27 января 1876 года входила в состав Кавказского уезда (с центром в городе Армавир):33—34, с 1888 года — Кавказского отдела (с центром в станице Тихорецкой, затем — в станице Кавказской):37—38.
На 1917 год относилась к Лабинскому отделу (с центром в городе Армавир):48.
В 1920 годы в станице действовали школа, детский дом, изба-читальня, народный дом, фельдшерский пункт, аптека.
С 26 января 1923 года была центром Каменнобродской волости Армавирского отдела, в состав которой входили станицы Каменнобродская, Сенгилеевская, Филимоновская:66. В 1924—1929 годах была центром Каменнобродского района Армавирского округа Северо-Кавказского края:173. 6 ноября 1929 года территория Каменнобродского района была полностью присоединена к Новоалександровскому району Армавирского округа:91.
В советское время был создан Каменнобродский зерносовхоз.
До 2017 года станица была административным центром упразднённого Каменнобродского сельсовета.

## Население
| 1802  | 1839  | 1845  | 1855  | 1861  | 1867  | 1875  |
| ----- | ----- | ----- | ----- | ----- | ----- | ----- |
| 1835  | ↗2698 | ↘2690 | ↗2823 | ↘2580 | ↘2149 | ↗2779 |
| 1882  | 1896  | 1916  | 1989  | 2002  | 2010  | 2014  |
| ↗3288 | ↗5171 | ↗8361 | ↘2182 | ↗2254 | ↘2010 | ↗2100 |
| 2021  |       |       |       |       |       |       |
| ↗2156 |       |       |       |       |       |       |

По данным переписи 2002 года, 88 % населения — русские.

## Экономика
- Комплекс по производству мяса индейки[5].
- Товарищество на вере «Агрозоопродукт Зимин Юрий Николаевич и Компания». Образовано 15 мая 1998 года как товарищество на вере «Агрозоопродукт Зимин К»[20]

## Транспорт
В рамках реализации проекта «Стратегия развития сети автомобильных дорог Ставропольского края на 2009—2025 годы» были построены участки автомобильных дорог Новомарьевская — Каменнобродская и Каменнобродская — Армавир.
2 раза в день (утром и вечером) через Каменнобродскую ходят автобусы по маршруту «Изобильный — Филимоновская» и «Филимоновская — Изобильный». Кроме того, в станицу ходят автобусы по маршруту «Ставрополь — Филимоновская».

## Религия
В Каменнобродской имеется домовая церковь преподобного Сергия Радонежского, обустроенная в гражданском здании. В 2017 году, в рамках работы строительного отдела Ставропольской епархии, состоялось первое выездное совещание по строительству нового храма в честь Сергия Радонежского, который предполагается возвести в центре станицы.

## Кладбища
В границах станицы находится общественное открытое кладбище (площадь участка 35 тыс. м²).

## Достопримечательности
Рядом со станицей расположено поселение салтово-маяцкой культуры «Каменнобродское» (8—10 века нашей эры), на территории которого археологами были обнаружены остатки укреплений, изделия из керамики.
Памятники археологии, истории и монументального искусства
- Каменная баба (на северо-восточной окраине станицы)[25].
- Братская могила воинов, погибших в годы гражданской и Великой Отечественной войн. 1918—1920, 1942—1943, 1954 года.[26].
- Памятник В. И. Ленину. 1969 год[27].

## Люди, связанные со станицей
- Буклов, Фёдор Григорьевич (1924, станица Каменнобродская — 1985) — участник Великой Отечественной войны, Герой Советского Союза.